# Nati nel 1998/Ottobre
| Questa pagina contiene informazioni ricavate automaticamente dalle voci biografiche con l'ausilio del template Bio e di un bot. L'aggiornamento è periodico e automatico e ricostruisce completamente la pagina. Se manca una persona in questa lista, sei pregato di non aggiungerla, ma accertati piuttosto che la sua voce biografica contenga il template Bio e che i dati anagrafici siano correttamente compilati. Se il template Bio manca, inseriscilo tu stesso o, in alternativa, metti l'avviso {{tmp\|Bio}} che ne segnala la mancanza. Se i dati riportati sono sbagliati, correggi direttamente la voce biografica; le modifiche saranno visibili in questa lista entro pochi giorni. Per chiarimenti vedi il progetto biografie. La lista contiene solo le 338 persone che sono citate nell'enciclopedia e per le quali è stato implementato correttamente il template Bio. Pagina aggiornata al 10 ago 2025. |

- 1º ottobre - Samurai Jay, rapper italiano
- 1º ottobre - Agustín Canobbio, calciatore uruguaiano
- 1º ottobre - Jehan Daruvala, pilota automobilistico indiano
- 1º ottobre - Lukas Daschner, calciatore tedesco
- 1º ottobre - Thomas Fletcher, giocatore di football americano statunitense
- 1º ottobre - Daniel Gafford, cestista statunitense
- 1º ottobre - Hunter Hess, sciatore freestyle statunitense
- 1º ottobre - Cima Belaruskich, cantante e rapper bielorusso
- 1º ottobre - Yvann Maçon, calciatore francese
- 1º ottobre - Danika Yarosh, attrice statunitense
- 1º ottobre - Guilherme da Costa, nuotatore brasiliano
- 2 ottobre - Elliot Benchetrit, tennista marocchino
- 2 ottobre - Brian Bowen, cestista statunitense
- 2 ottobre - Kalia Davis, giocatore di football americano statunitense
- 2 ottobre - Tim Freriks, calciatore olandese
- 2 ottobre - Theo Jackson, giocatore di football americano statunitense
- 2 ottobre - Gift Links, calciatore sudafricano
- 2 ottobre - Christian Manrique, calciatore spagnolo
- 2 ottobre - Radostina Marinova, pallavolista bulgara
- 2 ottobre - Alessandro Miressi, nuotatore italiano
- 2 ottobre - Jordi Osei-Tutu, calciatore inglese
- 2 ottobre - Alessia Santeramo, scacchista italiana
- 2 ottobre - Matouš Trmal, calciatore ceco
- 2 ottobre - Alfie Whiteman, calciatore inglese
- 3 ottobre - Valentín Castellanos, calciatore argentino
- 3 ottobre - Digué Diawara, cestista francese
- 3 ottobre - Leonora, cantante danese
- 3 ottobre - Kyle Negomir, sciatore alpino statunitense
- 3 ottobre - Yemisi Ogunleye, pesista tedesca
- 3 ottobre - Hanna Orthmann, pallavolista tedesca
- 3 ottobre - Adam Runnalls, biatleta canadese
- 3 ottobre - Abdoulkader Thiam, calciatore mauritano
- 3 ottobre - Abdul Zubairu, calciatore nigeriano
- 4 ottobre - Cao Liguo, lottatore cinese
- 4 ottobre - Felippe Cardoso, calciatore brasiliano
- 4 ottobre - Yuju, cantante sudcoreana
- 4 ottobre - Oneil Cruz, giocatore di baseball dominicano
- 4 ottobre - Christopher Lillis, sciatore freestyle statunitense
- 4 ottobre - Beltran Mvuka, calciatore norvegese
- 4 ottobre - Moussa Wagué, calciatore senegalese
- 4 ottobre - Carla Woodcock, attrice britannica
- 4 ottobre - Mykola Šaparenko, calciatore ucraino
- 5 ottobre - Florian Bierbaumer, giocatore di football americano austriaco
- 5 ottobre - Ėrving Botaka, calciatore russo
- 5 ottobre - Friso Emons, pattinatore di short track olandese
- 5 ottobre - Mateo Hernández, calciatore argentino
- 5 ottobre - José Lozano, calciatore messicano
- 5 ottobre - Karri Pajarinen, giocatore di football americano finlandese
- 5 ottobre - Exequiel Palacios, calciatore argentino
- 5 ottobre - Laviska Shenault, giocatore di football americano statunitense
- 5 ottobre - Antoine Viquerat, nuotatore francese
- 5 ottobre - Dalton Wagner, giocatore di football americano statunitense
- 6 ottobre - Fortune Bassey, calciatore nigeriano
- 6 ottobre - Dušan Beslać, cestista serbo
- 6 ottobre - Jannick Buyla, calciatore spagnolo
- 6 ottobre - Angela Carini, pugile italiana
- 6 ottobre - Matt Cornett, attore e cantante statunitense
- 6 ottobre - Marte Berg Edseth, ciclista su strada e ex sciatrice alpina norvegese
- 6 ottobre - Maitee Hatsady, ex calciatore laotiano
- 6 ottobre - Arbër Hoxha, calciatore kosovaro
- 6 ottobre - Herbert Jones, cestista statunitense
- 6 ottobre - Silas Katompa Mvumpa, calciatore della Repubblica Democratica del Congo
- 6 ottobre - Lloyd Kelly, calciatore inglese
- 6 ottobre - Aziz Abbes Mouhiidine, pugile italiano
- 6 ottobre - Francesco Pellegrino, attore italiano
- 6 ottobre - Brad Robbins, giocatore di football americano statunitense
- 6 ottobre - Ron Schallenberg, calciatore tedesco
- 7 ottobre - Salem Al-Harsh, calciatore yemenita
- 7 ottobre - Trent Alexander-Arnold, calciatore inglese
- 7 ottobre - Semicenk, cantante turco
- 7 ottobre - Aran Bell, ballerino statunitense
- 7 ottobre - Dimitar Isaev, ex tuffatore bulgaro
- 7 ottobre - Ondřej Lingr, calciatore ceco
- 7 ottobre - Rodrigo Morínigo, calciatore paraguaiano
- 7 ottobre - Nicola Venchiarutti, ciclista su strada italiano
- 7 ottobre - Mateus da Silva Duarte, calciatore brasiliano
- 7 ottobre - Silvio de Sousa, cestista angolano
- 8 ottobre - Miriam Bulgaru, tennista romena
- 8 ottobre - Asaka Hosokawa, nuotatrice artistica giapponese
- 8 ottobre - Alistair Johnston, calciatore canadese
- 8 ottobre - Maja Storck, pallavolista svizzera
- 8 ottobre - Aleksej Tataev, calciatore georgiano
- 8 ottobre - Riccardo Visconti, cestista italiano
- 8 ottobre - Akane Yanagisawa, nuotatrice artistica giapponese
- 8 ottobre - Ptazeta, rapper spagnola
- 9 ottobre - Joy Crookes, cantante britannica
- 9 ottobre - Juan Pablo Cozzani, calciatore argentino
- 9 ottobre - Patson Daka, calciatore zambiano
- 9 ottobre - Emmanuel Ihemeje, triplista italiano
- 9 ottobre - Adetokunbo Ogundeji, giocatore di football americano statunitense
- 9 ottobre - Lucas Ribeiro Costa, calciatore brasiliano
- 9 ottobre - Jelani Woods, giocatore di football americano statunitense
- 9 ottobre - Carlos Miguel dos Santos Pereira, calciatore brasiliano
- 10 ottobre - Gabriel Baralhas, calciatore brasiliano
- 10 ottobre - Issam Bassou, judoka marocchino
- 10 ottobre - Fahad Bayo, calciatore ugandese
- 10 ottobre - Alexys Brunel, ciclista su strada francese
- 10 ottobre - Anderson Cordeiro Costa, calciatore brasiliano
- 10 ottobre - Fabio Di Giannantonio, pilota motociclistico italiano
- 10 ottobre - Haruka Funakubo, judoka giapponese
- 10 ottobre - Cameron Gellman, attore statunitense
- 10 ottobre - Hilary Gong, calciatore nigeriano
- 10 ottobre - Irine Kimais, mezzofondista keniota
- 10 ottobre - Philemon Kiplimo, mezzofondista e maratoneta keniota
- 10 ottobre - Alexandre Martínez Palau, calciatore andorrano
- 10 ottobre - Viktoria Pinther, calciatrice austriaca
- 10 ottobre - Nicolás Rodríguez, calciatore uruguaiano
- 10 ottobre - Thomas Santos, calciatore danese
- 10 ottobre - Katherine Torrance, tuffatrice britannica
- 10 ottobre - Diogo Calila, calciatore portoghese
- 11 ottobre - Nyeme Costa, pallavolista brasiliana
- 11 ottobre - Tessah Andrianjafitrimo, tennista francese
- 11 ottobre - Zion Corrales-Nelson, velocista filippina
- 11 ottobre - Sander De Pestel, ciclista su strada belga
- 11 ottobre - Mahmoud Gad, calciatore egiziano
- 11 ottobre - Jason Joseph, ostacolista svizzero
- 11 ottobre - Leandro Henrique do Nascimento, calciatore brasiliano
- 11 ottobre - Christian Mahogany, giocatore di football americano statunitense
- 11 ottobre - Pei Xingru, lottatrice cinese
- 11 ottobre - Eric Rosjö, fondista svedese
- 11 ottobre - Lucas Souto, calciatore argentino
- 11 ottobre - Alice Wonder, cantante spagnola
- 12 ottobre - Jack Anderson, giocatore di football americano statunitense
- 12 ottobre - Gabrielle Carle, calciatrice canadese
- 12 ottobre - Nicolò Casilio, rugbista a 15 italiano
- 12 ottobre - Bruno Jordão, calciatore portoghese
- 12 ottobre - David Long Jr., giocatore di football americano statunitense
- 12 ottobre - Branislav Marković, calciatore serbo
- 12 ottobre - Miyabi Onitsuka, snowboarder giapponese
- 13 ottobre - Alessia Capelletti, calciatrice italiana
- 13 ottobre - Alberto Dossena, calciatore italiano
- 13 ottobre - Demeaco Duhaney, calciatore inglese
- 13 ottobre - Krisztofer Durázi, cestista ungherese
- 13 ottobre - Dmitrij Karlagačev, snowboarder russo
- 13 ottobre - Franco Quinteros, calciatore argentino
- 14 ottobre - Safaa Hadi, calciatore iracheno
- 14 ottobre - Ariela Barer, attrice statunitense
- 14 ottobre - Kenneth Bednarek, velocista statunitense
- 14 ottobre - Eli Brooks, cestista statunitense
- 14 ottobre - Chanmina, rapper e cantante sudcoreana
- 14 ottobre - Nina Chuba, cantante e attrice tedesca
- 14 ottobre - Daniel Eid, calciatore norvegese
- 14 ottobre - Alejandra Lorenzo, attrice e modella spagnola
- 14 ottobre - Victor Nelsson, calciatore danese
- 14 ottobre - Lewis O'Brien, calciatore inglese
- 14 ottobre - Jerome Opoku, calciatore ghanese
- 14 ottobre - Cristina Pittin, fondista italiana
- 14 ottobre - Hamsat Shadalov, pugile tedesco
- 14 ottobre - Lisette Tammik, calciatrice estone
- 14 ottobre - Brandon Vázquez, calciatore statunitense
- 14 ottobre - Itaitinga, calciatore brasiliano
- 15 ottobre - Kamran Aliev, calciatore azero
- 15 ottobre - Drew Dalman, giocatore di football americano statunitense
- 15 ottobre - Arda Kızıldağ, calciatore turco
- 15 ottobre - Jonna Luthman, ex sciatrice alpina svedese
- 15 ottobre - Alonso Martínez, calciatore costaricano
- 15 ottobre - Marta Mascarello, calciatrice italiana
- 15 ottobre - Yudai Nagano, schermidore giapponese
- 15 ottobre - Marcos Peano, calciatore argentino
- 15 ottobre - Muḩammadçon Raḩimov, calciatore tagiko
- 15 ottobre - Grant Stuard, giocatore di football americano statunitense
- 15 ottobre - Michael Svoboda, calciatore austriaco
- 15 ottobre - Giacomo Vrioni, calciatore albanese
- 16 ottobre - Vladimir Aceti, velocista italiano
- 16 ottobre - Andrés Andrade Cedeño, calciatore panamense
- 16 ottobre - Letizia Borghesi, ciclista su strada italiana
- 16 ottobre - Xia Brookside, wrestler britannica
- 16 ottobre - Rubén Cordano, calciatore boliviano
- 16 ottobre - Revaz Davitadze, sollevatore georgiano
- 16 ottobre - Jan Hörl, saltatore con gli sci austriaco
- 16 ottobre - Sondre Pernes, giocatore di calcio a 5 e calciatore norvegese
- 16 ottobre - Kathryn Plummer, pallavolista e giocatrice di beach volley statunitense
- 16 ottobre - Mason Toye, calciatore statunitense
- 16 ottobre - Stefán Teitur Þórðarson, calciatore islandese
- 17 ottobre - Robin Froidevaux, pistard e ciclista su strada svizzero
- 17 ottobre - Erin Kellyman, attrice britannica
- 17 ottobre - Storm Klomhaus, sciatrice alpina statunitense
- 17 ottobre - Jordan Minčev, cestista bulgaro
- 17 ottobre - Kevin Muhire, calciatore ruandese
- 17 ottobre - Daniel Penha, calciatore brasiliano
- 18 ottobre - Hisashi Appiah Tawiah, calciatore giapponese
- 18 ottobre - Tream, rapper tedesco
- 18 ottobre - Esat Mala, calciatore albanese
- 18 ottobre - Rasmus Örqvist, calciatore svedese
- 18 ottobre - Takaaki Sugino, ginnasta giapponese
- 18 ottobre - Kōta Watanabe, calciatore giapponese
- 19 ottobre - Katie Douglas, attrice canadese
- 19 ottobre - Sidney Flanigan, attrice statunitense
- 19 ottobre - Nicolás Fonseca, calciatore uruguaiano
- 19 ottobre - Rakhat Kalzhan, lottatore kazako
- 19 ottobre - Kyle Kirkwood, pilota automobilistico statunitense
- 19 ottobre - Chris Rumph II, giocatore di football americano statunitense
- 19 ottobre - Nate Watson, cestista statunitense
- 19 ottobre - Yang Dingxin, goista cinese
- 19 ottobre - Maria de Valdés Álvarez, nuotatrice spagnola
- 20 ottobre - Robinho, calciatore brasiliano
- 20 ottobre - Batyrbek Cakulov, lottatore russo
- 20 ottobre - Andrea Di Maggio, doppiatore italiano
- 20 ottobre - Rubén García Canales, calciatore spagnolo
- 20 ottobre - Luk'a Lak'vekheliani, calciatore georgiano
- 20 ottobre - Li Qincheng, goista cinese
- 20 ottobre - Daniel Mandroiu, calciatore irlandese
- 20 ottobre - Jacob Montes, calciatore nicaraguense
- 20 ottobre - Kacey Mottet Klein, attore svizzero
- 20 ottobre - Ray Ona Embo, cestista francese
- 20 ottobre - Martina Ostler, ex sciatrice alpina tedesca
- 20 ottobre - Sofia Pizzato, ex sciatrice alpina italiana
- 20 ottobre - Luke Robinson, calciatore bermudiano
- 20 ottobre - Alan Rojas, giocatore di calcio a 5 paraguaiano
- 20 ottobre - Jericho Sims, cestista statunitense
- 20 ottobre - Baylon Spector, giocatore di football americano statunitense
- 20 ottobre - Ignacio Yepez, calciatore colombiano
- 20 ottobre - Younn Zahary, calciatore francese
- 20 ottobre - Martin Čechman, pistard ceco
- 21 ottobre - Kerem Aktürkoğlu, calciatore turco
- 21 ottobre - Jacopo De Marchi, mezzofondista italiano
- 21 ottobre - Rianna Dean, calciatrice inglese
- 21 ottobre - Viktor Efremovski, cestista macedone
- 21 ottobre - Hjalmar Ekdal, calciatore svedese
- 21 ottobre - D.J. Johnson, giocatore di football americano statunitense
- 21 ottobre - Davis Mills, giocatore di football americano statunitense
- 21 ottobre - Madi Queta, calciatore guineense
- 21 ottobre - Kateryna Tkačova, nuotatrice artistica ucraina
- 21 ottobre - Keigo Tsunemoto, calciatore giapponese
- 21 ottobre - Luke Woolfenden, calciatore inglese
- 21 ottobre - Gage Worsley, pallavolista statunitense
- 22 ottobre - Diego Abella, calciatore messicano
- 22 ottobre - Ike Anigbogu, cestista statunitense
- 22 ottobre - Óscar Arribas, calciatore spagnolo
- 22 ottobre - Ianis Hagi, calciatore rumeno
- 22 ottobre - Marcus Jones, giocatore di football americano statunitense
- 22 ottobre - Tobias Krick, pallavolista tedesco
- 22 ottobre - Paige Madden, nuotatrice statunitense
- 22 ottobre - Charles Manning, cestista statunitense
- 22 ottobre - Kelani Jordan, wrestler e ex ginnasta statunitense
- 22 ottobre - Colbey Ross, cestista statunitense
- 22 ottobre - Théo Sainte-Luce, calciatore francese
- 22 ottobre - Görkem Sağlam, calciatore tedesco
- 22 ottobre - Harry Souttar, calciatore scozzese
- 22 ottobre - Johan Vásquez, calciatore messicano
- 22 ottobre - Roddy Ricch, rapper, cantautore e produttore discografico statunitense
- 23 ottobre - Yolanda Aguirre, calciatrice spagnola
- 23 ottobre - Josh Dasilva, calciatore inglese
- 23 ottobre - KeyShawn Feazell, cestista statunitense
- 23 ottobre - Jordan Goodwin, cestista statunitense
- 23 ottobre - Zeyad Ishaish, pugile giordano
- 23 ottobre - Masatora Kawano, marciatore giapponese
- 23 ottobre - Kateřina Kohoutková, pistard e ciclista su strada ceca
- 23 ottobre - Jan Mlakar, calciatore sloveno
- 23 ottobre - Walter Gabriel Pérez, ex calciatore argentino
- 23 ottobre - Adenis Shala, calciatore kosovaro
- 23 ottobre - Amandla Stenberg, attrice statunitense
- 23 ottobre - Artūrs Strautiņš, cestista lettone
- 23 ottobre - Willum Þór Willumsson, calciatore islandese
- 23 ottobre - Srđan Šćepanović, calciatore serbo
- 24 ottobre - Mateo Coronel, calciatore argentino
- 24 ottobre - Daya, cantautrice statunitense
- 24 ottobre - Josh Earl, calciatore inglese
- 24 ottobre - Maria Møller Thomsen, calciatrice danese
- 24 ottobre - Luis Olivera, calciatore argentino
- 24 ottobre - Arvi Savolainen, lottatore finlandese
- 24 ottobre - Imelda Ximenes Belo, nuotatrice est-timorese
- 25 ottobre - Pat Freiermuth, giocatore di football americano statunitense
- 25 ottobre - Andre Jones Jr., giocatore di football americano statunitense
- 25 ottobre - Alexander Laukart, calciatore tedesco
- 25 ottobre - Abraham Lucas, giocatore di football americano statunitense
- 25 ottobre - Sapobully, rapper italiano
- 25 ottobre - Peru Nolaskoain, calciatore spagnolo
- 25 ottobre - Andrea Mist Pálsdóttir, calciatrice islandese
- 25 ottobre - Nazarij Rusyn, calciatore ucraino
- 25 ottobre - Felix Sandman, cantante e attore svedese
- 25 ottobre - Juan Soto, giocatore di baseball dominicano
- 25 ottobre - Joël Suter, ciclista su strada svizzero
- 25 ottobre - McKinley Wright, cestista statunitense
- 26 ottobre - Noah Cadiou, calciatore francese
- 26 ottobre - Dennis Dressel, calciatore tedesco
- 26 ottobre - Tomer Haran, calciatore israeliano
- 26 ottobre - Nico Hug, calciatore tedesco
- 26 ottobre - Samantha Isler, attrice statunitense
- 26 ottobre - Keston Julien, calciatore trinidadiano
- 26 ottobre - Sval, cantante norvegese
- 26 ottobre - Shi Smith, giocatore di football americano statunitense
- 26 ottobre - Pia Zerkhold, snowboarder austriaca
- 27 ottobre - Justin Alkier, ex sciatore alpino canadese
- 27 ottobre - Travis Bell, giocatore di football americano statunitense
- 27 ottobre - Gil Beni, cestista israeliano
- 27 ottobre - Lisa Mamié, nuotatrice svizzera
- 27 ottobre - Youssouf Ndayishimiye, calciatore burundese
- 27 ottobre - JD Notae, cestista statunitense
- 27 ottobre - Vanessa Nußbaumer, sciatrice alpina austriaca
- 27 ottobre - Prince Oduro, cestista canadese
- 27 ottobre - Gabe Osabuohien, cestista canadese
- 27 ottobre - Noah Powder, calciatore statunitense
- 27 ottobre - Janik Riebli, fondista svizzero
- 27 ottobre - Khumoyun Sultanov, tennista uzbeko
- 27 ottobre - Dayot Upamecano, calciatore francese
- 27 ottobre - Andy Vera Puentenueva, giocatore di football americano spagnolo
- 28 ottobre - Usue Maitane Arconada, tennista statunitense
- 28 ottobre - Diego Conde, calciatore spagnolo
- 28 ottobre - Ellie Drennan, cantante australiana
- 28 ottobre - Luca Ekler, atleta paralimpica ungherese
- 28 ottobre - Ménder García, calciatore colombiano
- 28 ottobre - Nolan Gould, attore statunitense
- 28 ottobre - Lou Jeanmonnot, biatleta francese
- 28 ottobre - Taiyō Koga, calciatore giapponese
- 28 ottobre - Perrine Laffont, sciatrice freestyle francese
- 28 ottobre - Stephen Nedoroscik, ginnasta statunitense
- 28 ottobre - Yoav Omer, velista israeliano
- 28 ottobre - Kevin Quintero, pistard colombiano
- 28 ottobre - Karlijn Swinkels, ciclista su strada olandese
- 28 ottobre - Eoin Treacy, copilota di rally irlandese
- 28 ottobre - Francis Uzoho, calciatore nigeriano
- 28 ottobre - Jorn Vancamp, calciatore belga
- 28 ottobre - Mateusz Żyro, calciatore polacco
- 29 ottobre - Gabriel Busanello, calciatore brasiliano
- 29 ottobre - Colby Campbell, giocatore di football americano statunitense
- 29 ottobre - Marija Charenkova, ginnasta russa
- 29 ottobre - Abdoul Karim Danté, calciatore maliano
- 29 ottobre - Charlie Jones, giocatore di football americano statunitense
- 29 ottobre - Nicolas Maupas, attore italiano
- 29 ottobre - Rafa Mújica, calciatore spagnolo
- 29 ottobre - Lance Stroll, pilota automobilistico canadese
- 30 ottobre - Boureima Hassane Bandé, calciatore burkinabé
- 30 ottobre - Alyson Charles, pattinatrice di short track canadese
- 30 ottobre - Greis Domi, calciatrice albanese
- 30 ottobre - Juan Pablo Domínguez, calciatore messicano
- 30 ottobre - Dong Jie, nuotatrice cinese
- 30 ottobre - Madeleine Gates, pallavolista statunitense
- 30 ottobre - Cale Makar, hockeista su ghiaccio canadese
- 30 ottobre - Ahmet Muhamedbegovic, calciatore austriaco
- 30 ottobre - Pablo Nájera, hockeista su pista spagnolo
- 30 ottobre - Ananya Panday, attrice indiana
- 31 ottobre - Madeleine Chirat, ex sciatrice alpina francese
- 31 ottobre - Natalie Eilers, saltatrice con gli sci canadese
- 31 ottobre - Tyler Hall, giocatore di football americano statunitense
- 31 ottobre - Patrick Luan, calciatore brasiliano
- 31 ottobre - Park Jang-hyuk, pattinatore di short track sudcoreano
- 31 ottobre - Patrik Trhac, tennista statunitense